# Filisur
Filisur est une localité et une ancienne commune suisse du canton des Grisons, située dans la région d'Albula.
Le 1er janvier 2018, la commune fusionne avec sa voisine Bergün/Bravuogn pour devenir Bergün Filisur.

Vue aérienne(1947)

## Transport
On y trouve une gare des Chemins de fer rhétiques où l'on peut prendre le train pour Tirano, Davos ou Coire.

## Monuments
Le centre du village est reconnu comme site construit à protéger, alors que les ruines du château de Greifenstein et le viaduc de Landwasser (situé à cheval entre les communes de Filisur et de Schmitten) sont inscrits comme biens culturels d'importance nationale.